# Юба II
Юба II (Yuba берберською, лат. Iuba; грец. Ιóβας (Ιóβα) або Ιουβας; 52 до н. е. — 23 н. е.) — король Нумідії, потім король Мавретанії. Його дружиною була Клеопатра Селена II, останній Птолемейський монарх і донька Клеопатри VII та Марка Антонія.

## Молоді роки
Юба II був єдиною дитиною і спадкоємцем Юби I короля Нумідії. Його мати невідома. 46-го до н. е. його батько вчинив самогубство після поразки від Юлія Цезаря і Нумідія стала римської провінцією. Його батько був в альянсі із Помпеєм.
Юлій Цезар привіз Юбу II в Рим, де він брав участь у тріумфальній процесії. У Римі він вивчив латину та грецьку, романізувався та отримав громадянство Риму. З часом він став одним з найосвіченіших громадян Риму і, вже в 20 років, пише першу роботу «Римська археологія». Він був звеличений Юлієм Цезарем, а потім Октавіаном Августом (майбутнім римським імператором). Поки зростав, Юба ІІ складав компанію Октавіану у всіх його кампаніях, отримавши значний військовий досвід. Він бився поруч з Октавіаном у битві при Акції. Юба ІІ та Октавіан стали друзями на все життя.

## Відновлення на троні

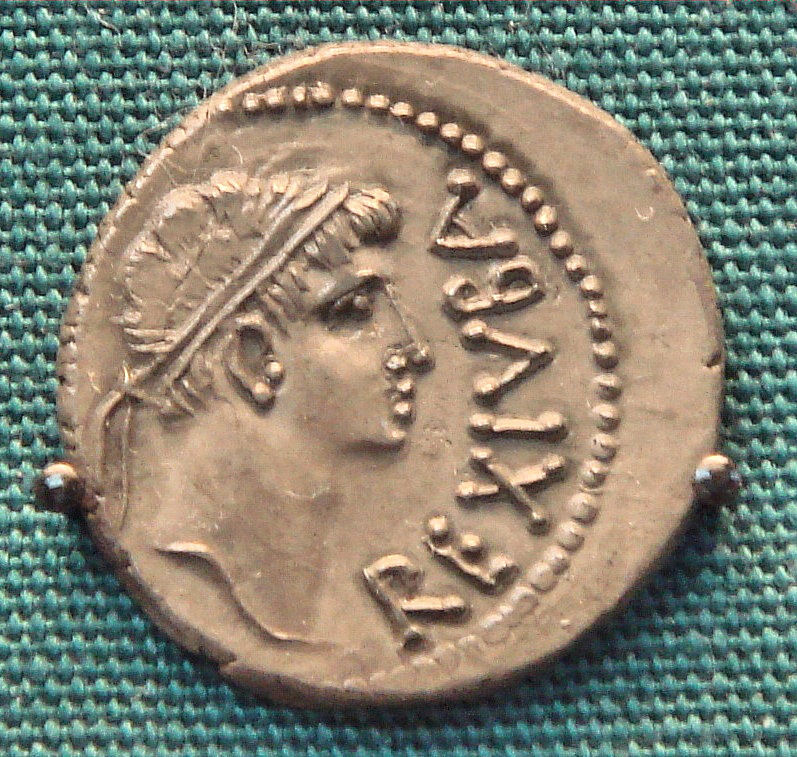
Монета Юби II.

Октавіан Август відновив правління Юби II як короля Нумідії між 29 до н. е. — 27 до н. е.. Юба II розвивав Нумідію як римського союзника, він був одним з найлояльніших до Риму серед залежних монархів. Між 26 до н. е. — 20 до н. е. Август влаштував його весілля із Клеопатрою Селеною II, надавши їй велике придане і призначивши її королевою. Юба ІІ та Клеопатра недовго насолоджувались правлінням Нумідії. Ймовірно через участь Юби ІІ в компанії Августа в Іспанії той зробив його королем Мавретанії.

## Мавретанія
Коли вони вирушили до Мавретанії, вони перейменували свою нову столицю в Цезарія (сучасний Шаршал, Алжир). Місто було перейменоване на честь Августа. Будівельні та скульптурні проекти в Цезарії та другому місті Волубіліс показували поміш архітектурних стилів стародавнього Єгипту, Греції та Риму.
Клеопатра мала значний вплив на політику, що провадив її чоловік. Юба II надихав і підтримував сценічне мистецтво, наукові дослідження і дослідження природничої історії. Також він опікувався торгівлею. Королівство Мавретанія мала важливе значення для Рима. Мавретанія торгувала по всьому Середземномор'ю, особливо з Іспанією та Італією. Експортувала рибу, перли, виноград, інжир, зерно, дерев'яні меблі, і також пурпуровий барвник, що видобувався з молюсків, котрий використовувався для пурпурових стрічок у сенаторському вбранні. Юба II вислав загін на острова Пурпура (група маленьких островів біля узбережжя Марокко) для відновлення стародавнього секрету виробництва фарби. Тінгіс місто Геркулесових стовпів (сучасна Гібралтарська протока) стала головним торговим центром. У Кадісі  Юба II був назначений Октавіаном головним суддею, швидше за все займався також розвитком торгівлі.
Цінність і якість Мавретанських монет була видатною. Грецький історик Плутарх описував Юбу II як одного з найобдарованіших правителів свого часу. Між 2 до н. е. — 2 н. е. він подорожував із онуком Октавіана як один з його радників. У 21 року Юба II зробив свого сина Птолемія співправителем, а в 23 році помер. Юба II похований разом зі своєю першою дружиною, Клеопатрою, в Королівському Мавзолеї Мавретанії.

## Автор

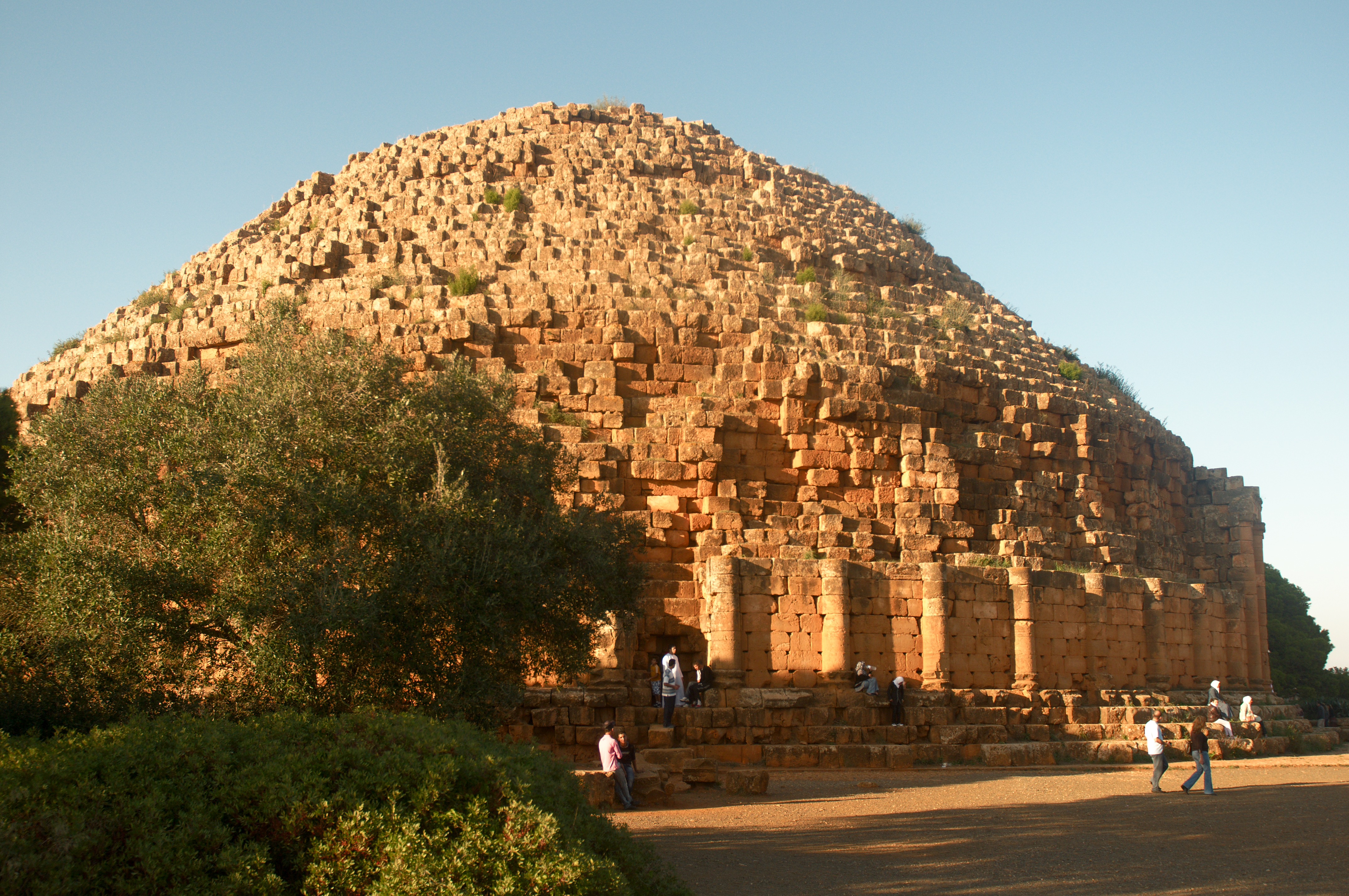
Поховання Юби II та його дружини у Тіпасі, Алжир

Юба II писав праці з історії театру і живопису, редагував численні драматичні та історичні твори. До них належать: «Римська історія» в 2-х книгах і «Подібності» — порівняння інститутів і звичаїв греків і римлян. Він також був автором багатьох робіт з географії. Його праці використовували Плутарх і Пліній Старший. На честь Юба названий вид пальм в Південній Америці — юбея.

## Поховання
Похований разом із своєю дружиною Клеопатрою Селеною II у Мавретанському королівському мавзолеї, що розташований на дорозі між містами Шершель і Алжир в Алжирі.